# 明加拉顿县
明加拉顿县，缅甸仰光省下辖的一个县，同时该县全境是仰光市的一部分。

## 历史沿革
2022年4月30日，缅甸政府以仰光北县明加拉顿镇区和瑞必达镇区新设明加拉顿县。

## 行政区划
明加拉顿县下辖明加拉顿镇区和瑞必达镇区2个镇区。